# William Hugh Smith
William Hugh Smith, född 28 april 1826 i Fayette County, Georgia, död 1 januari 1899 i Birmingham, Alabama, var en amerikansk politiker. Han var guvernör i Alabama 1868–1870.
Smith studerade juridik och inledde 1850 sin karriär som advokat i Alabama. År 1856 gifte han sig med Lucy Wortham; paret fick tre söner och fem döttrar. Sin politiska karriär inledde Smith som demokrat och i presidentvalet i USA 1860 stödde han nordstatsdemokraten Stephen A. Douglas. År 1862 flydde han Amerikas konfedererade stater bakom nordstaternas linjer och rekryterade sedan soldater till nordstatsarmén.
Efter inbördeskriget var Smith en ledande gestalt i Republikanska partiet i Alabama och tillträdde guvernörsämbetet i juli 1868. Han var motvillig att skrida till åtgärder mot Ku Klux Klan. Först år 1870, mot slutet av mandatperioden, såg han till att sådana som hade gjort sig skyldiga till terrorism ställdes inför rätta. Demokraten Robert B. Lindsay besegrade Smith knappt i guvernörsvalet 1870. Enligt Smith var inte demokraternas seger rättvis utan berodde på Ku Klux Klans våldshandlingar. Efter några veckor beslöt sig Smith ändå att avgå.